# 博蒙德洛马涅
博蒙德洛马涅（法語：Beaumont-de-Lomagne，法語發音：[bomɔ̃ də lɔmaɲ]，意为“洛马涅的博蒙”）是法国奧克西塔尼大區塔恩-加龙省的一个市镇，属于卡斯泰尔萨拉桑区。

## 地理
博蒙德洛马涅（43°52'59"N, 0°59'18"E）面积46.16 平方千米，位于法国奧克西塔尼大區塔恩-加龙省，该省份为法国西南部内陆省份，北起顺时针与洛特省、阿韦龙省、塔恩省、上加龙省、热尔省和洛特-加龙省接壤。
与博蒙德洛马涅接壤的市镇（或旧市镇、城区）包括：塞里尼亚克、欧特里沃、布亚克、孔贝鲁热、埃斯卡佐、埃斯帕尔萨克、福多阿斯、日马特、维格龙。
博蒙德洛马涅的时区为UTC+01:00、UTC+02:00（夏令时）。

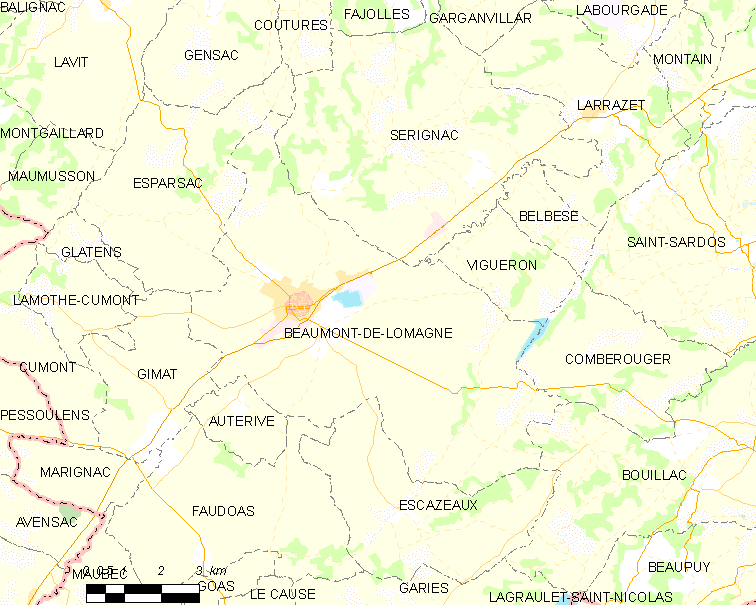
博蒙德洛马涅的OSM定位图

## 行政
博蒙德洛马涅的邮政编码为82500，INSEE市镇编码为82013。

## 政治
博蒙德洛马涅所属的省级选区为博蒙德洛马涅县。

## 人口

1962-2008年间博蒙德洛马涅人口变化图示

博蒙德洛马涅于2022年1月1日时的人口数量为3754人。

## 图集

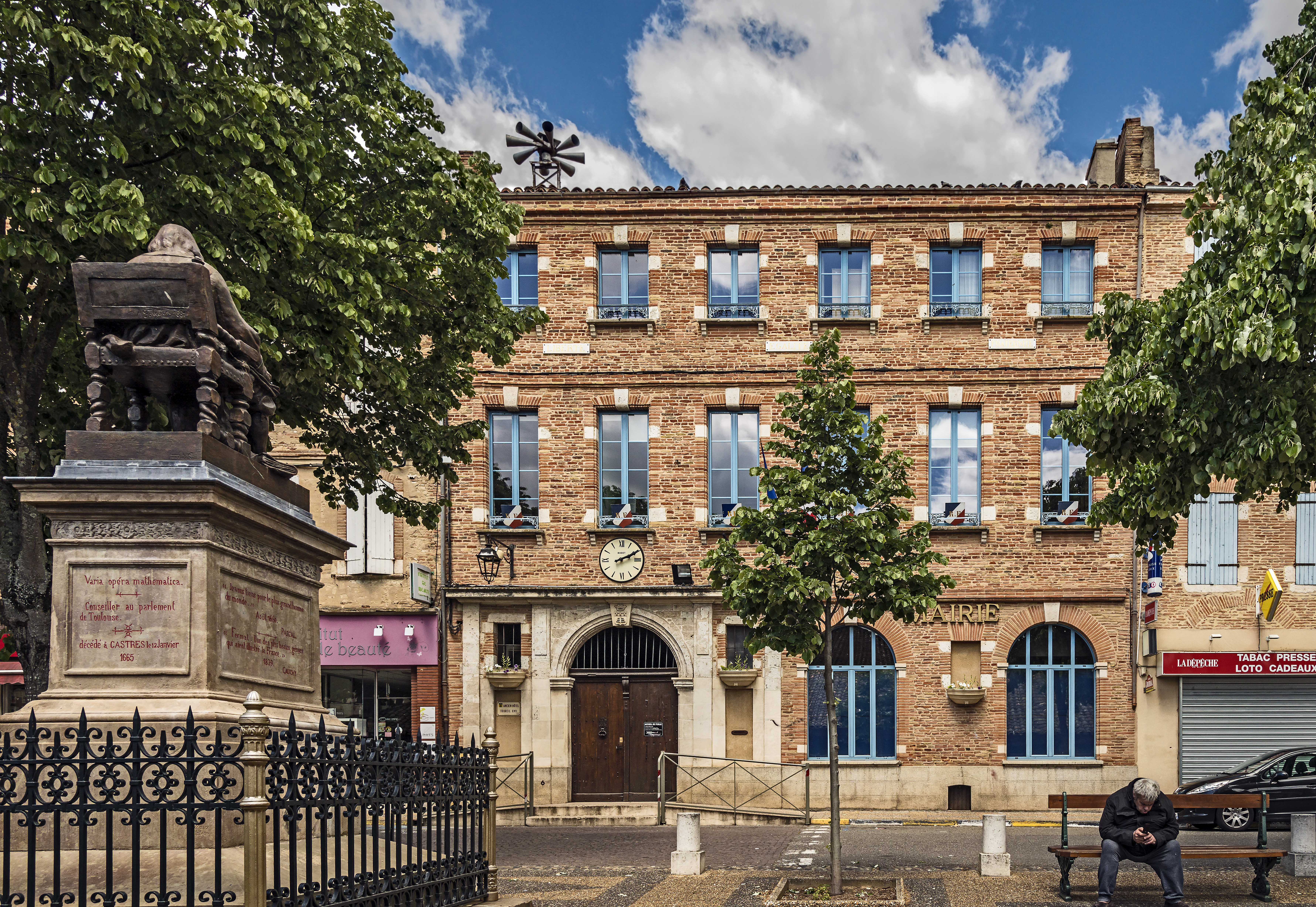
市政厅
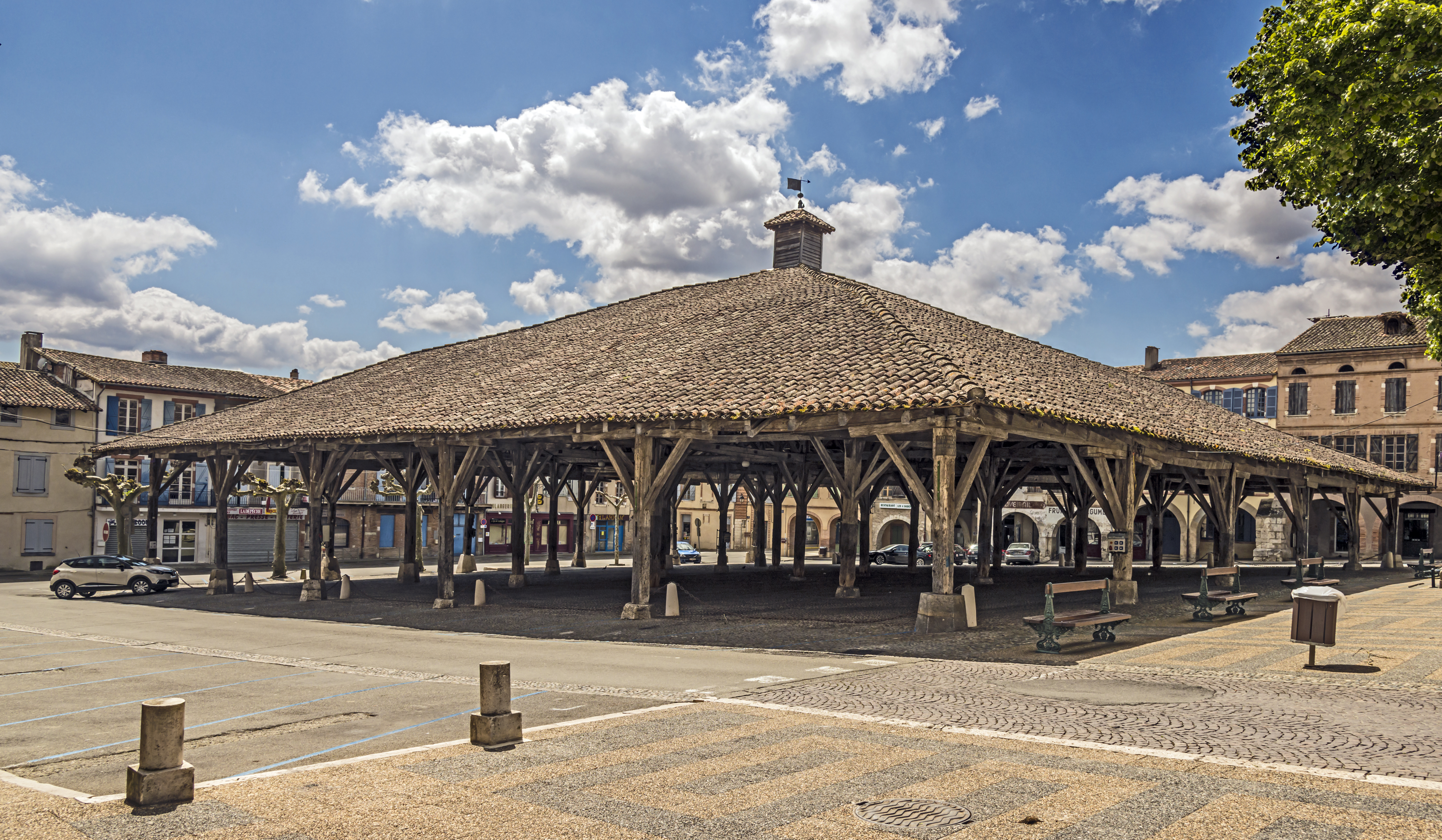
室内市场
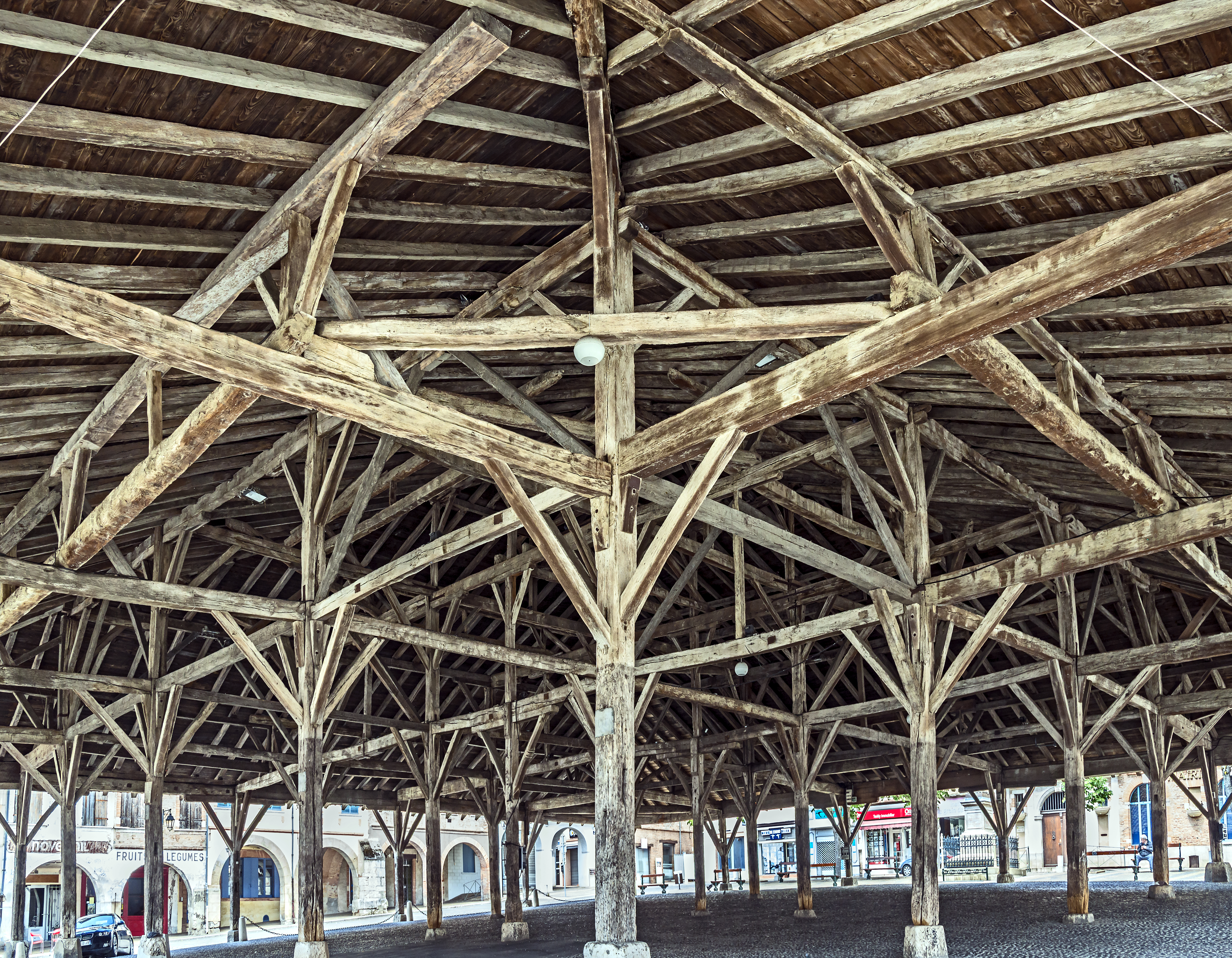
室内市场
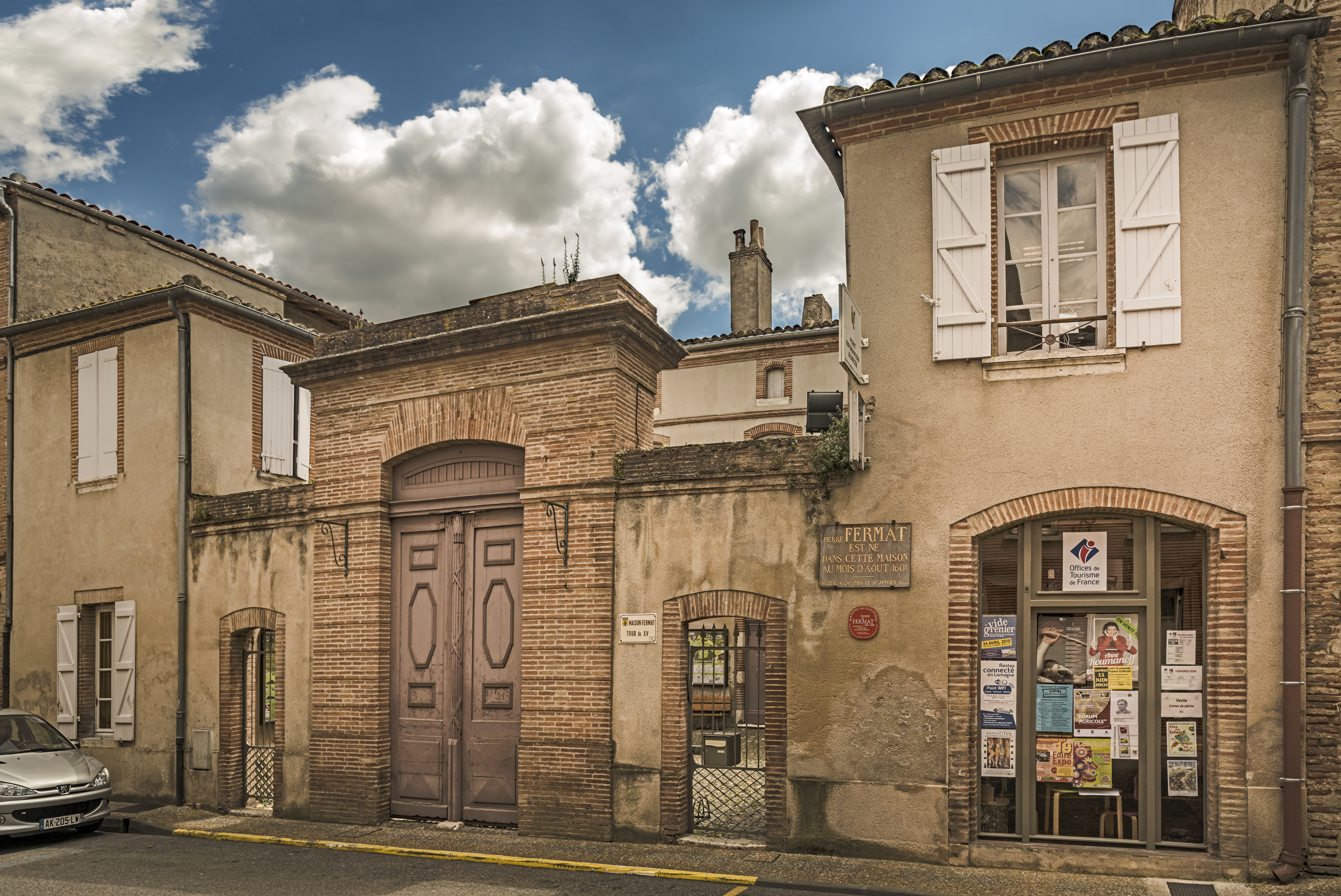
费马之家
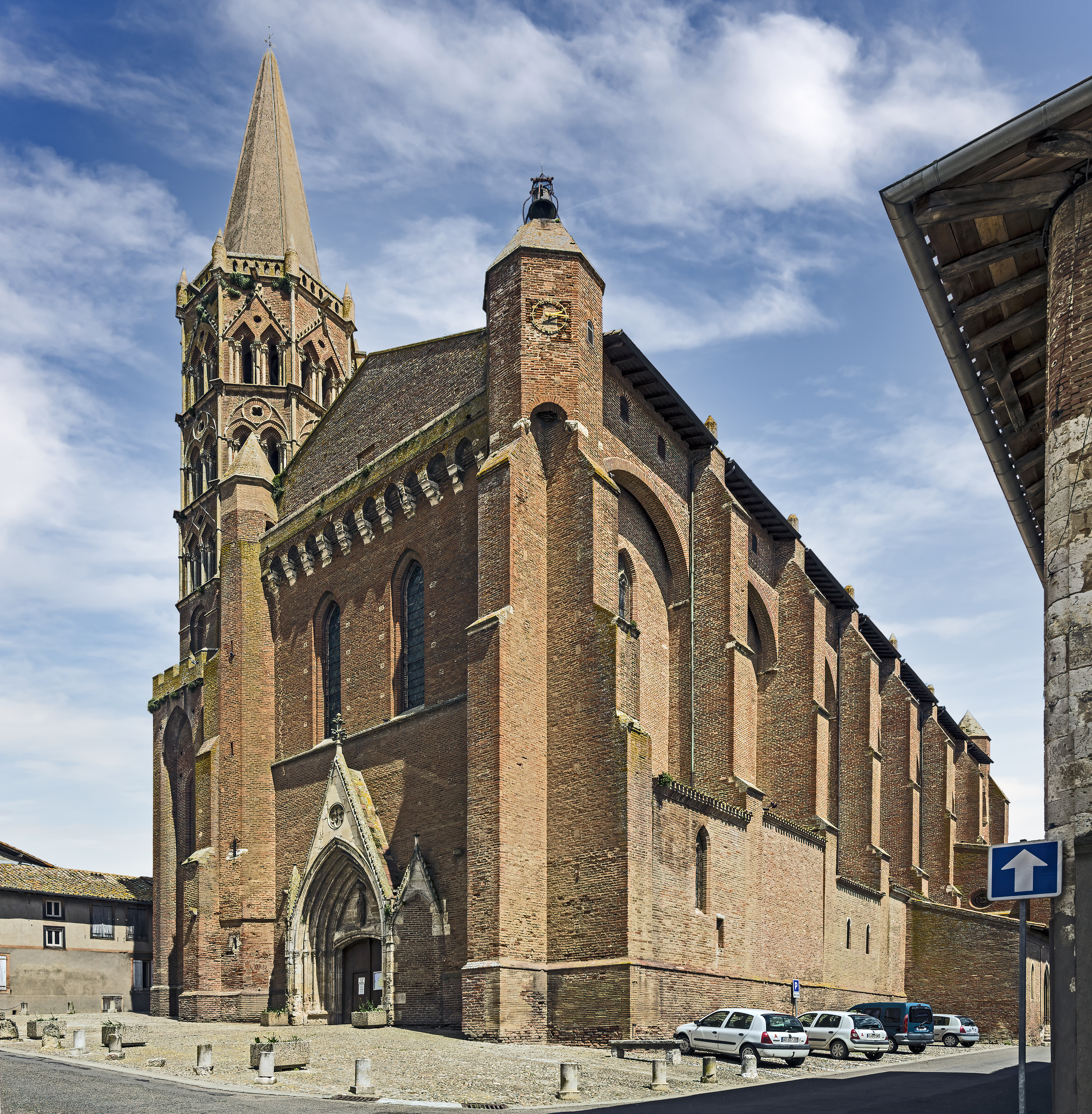
教堂
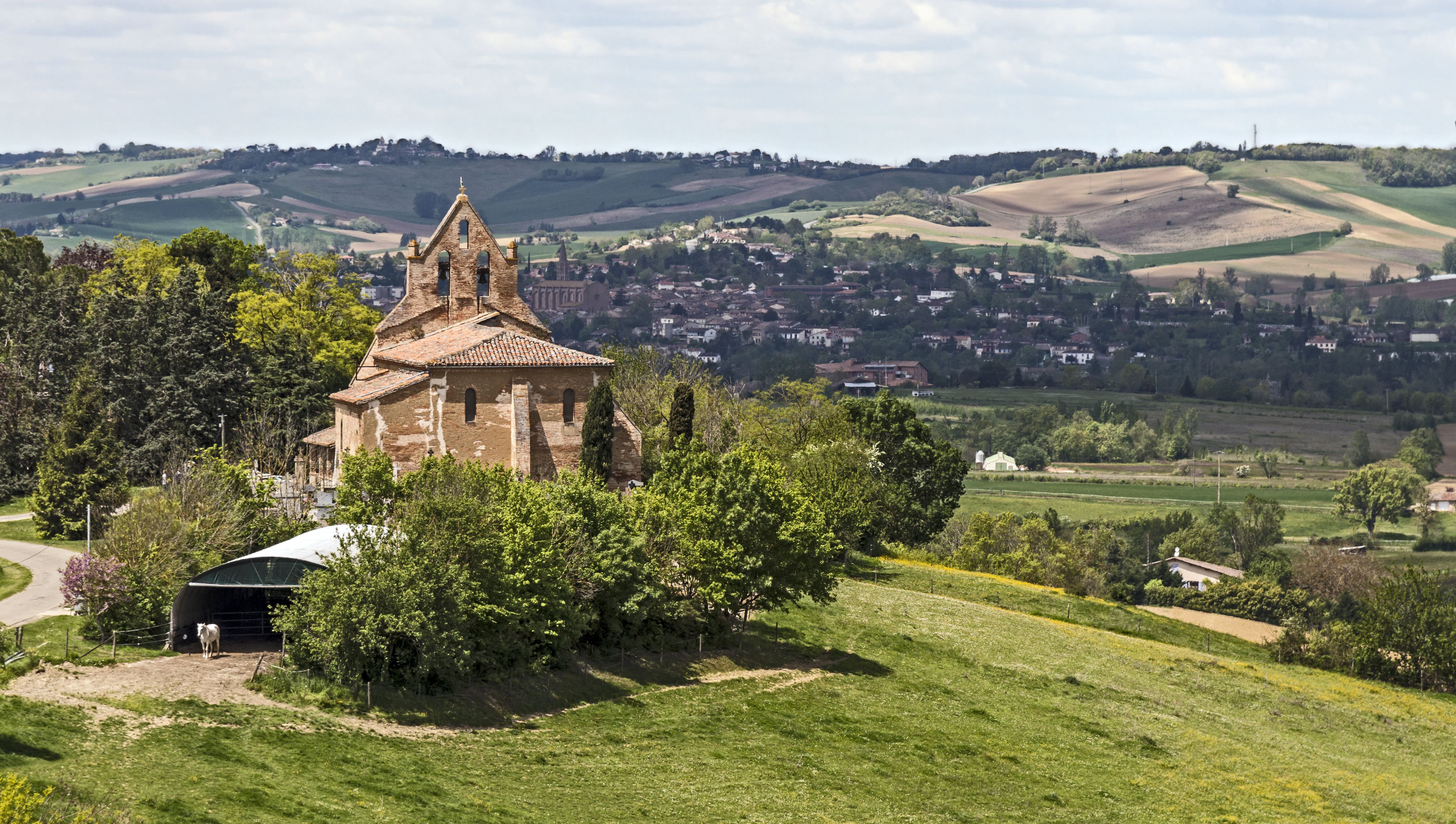
圣若望教堂